# Meteoritsjön
Meteoritsjön är en sjö i Arjeplogs kommun i Lappland och ingår i Skellefteälvens huvudavrinningsområde. Sjön har en area på 0,219 kvadratkilometer och ligger 1 190,2 meter över havet.

## Delavrinningsområde
Meteoritsjön ingår i det delavrinningsområde (740474-153670) som SMHI kallar för Inloppet i Gardaure. Medelhöjden är 946 meter över havet och ytan är 18,94 kvadratkilometer. Räknas de 4 avrinningsområdena uppströms in blir den ackumulerade arean 103,01 kvadratkilometer. Riebnesströmmen som avvattnar avrinningsområdet har biflödesordning 2, vilket innebär att vattnet flödar genom totalt 2 vattendrag innan det når havet efter 367 kilometer. Avrinningsområdet består mestadels av kalfjäll (95 procent). Avrinningsområdet har 0,68 kvadratkilometer vattenytor vilket ger det en sjöprocent på 3,6 procent.